# The Album (album av Haddaway)
The Album (också känt som Haddaway i Nordamerika, och L'Album i Frankrike) är ett debutalbum från tyska eurodance-artisten Haddaway. Albumet släpptes i maj 1993 av skivbolaget Coconut Records. Albumet producerades av Dee Dee Halligan, Karin Hartmann-Eisenblätter (känd som Junior Torello) samt artisten själv. 
The Album innehåller kända låtar som What is Love? och Life. Huvudsinglen, What is Love? fick certifierat guld av RIAA för mer än 500,000 sålda kopier. 2011 släpptes The Album till iTunes Store och Razor & Tie. 